# Alicia Svigals
Alicia Svigals (* 1963 New York) je americká houslistka a hudební skladatelka. Studovala etnomuzikologii na Brownově univerzitě a na housle se učila od klezmerového houslisty Leona Schwartze. V roce 1986 založila klezmerovou skupinu The Klezmatics, ze které odešla v roce 2002. Během své kariéry spolupracovala s řadou dalších hudebníků, mezi které patří Robert Plant, John Cale, Marc Ribot, Ben Folds nebo John Zorn.

## Diskografie

### Sólová
- Fidl – Klezmer Violin (1997)

### Ostatní
- Las momias de Guanajuato (Nikos Veropoulos, 1986)
- Shvaygn=Toyt (The Klezmatics, 1989)
- Rhythm + Jews (The Klezmatics, 1991)
- Bill Kennedy's Showtime (When People Were Shorter and Lived Near the Water, 1993)
- The Shvitz (Frank London, 1993)
- Last Day on Earth (John Cale a Bob Neuwirth, 1994)
- Jews with Horns (The Klezmatics, 1994)
- John Zorn's Cobra: Live at the Knitting Factory (John Zorn, 1995)
- Whatever and Ever Amen (Ben Folds Five, 1997)
- European Klezmer Music (Khevrisa, 2000)
- Gypsy Killer (Sanda Weigl, 2002)
- Roots and Culture (King Django, 2004)
- The L Word: The Second Season Sessions (ezgirl, 2005)
- Rishte (Najma Akhtar a Gary Lucas, 2009)
- The Click (AJR, 2017)